# Scheiring Gábor
Scheiring Gábor (Budapest, 1981. március 14. –) magyar közgazdász, szociológus, 2010 és 2014 között országgyűlési képviselő.

## Élete
Középosztálybeli családba született, a pesterzsébeti Német Nemzetiségi Gimnáziumban érettségizett. A Budapesti Gazdasági Főiskolán szerzett közgazdász-diplomát 2003-ban, 2005-ben pedig a Közép-európai Egyetemen szociológus-antropológus végzettséget. 2007-ben a Budapesti Corvinus Egyetemen szerzett közgazdász-szociológus diplomát, az itt eltöltött időszak alatt a Társadalomelméleti Kollégium tagja volt, melyben oktatóként is közreműködött. 2018-ban a Cambridge-i Egyetemen (Hughes Hall) doktorált szociológiából, doktori értekezését a magyar városok rendszerváltás utáni átalakulásáról írta.
2002-től tevékenykedett a Védegyletben. 2014 és 2017 között a Párbeszéd Magyarországért pártalapítványának (Megújuló Magyarországért Alapítvány) korábbi elnöke.

## Tudományos pályafutása
2008 és 2009 között a Magyar Tudományos Akadémia Politikatudományi Intézetében foglalkozott szociológiai témákkal. Parlamenti képviselősége idején tudományos munkásságát és tanulmányait szüneteltette. Ezután a Cambridge-i Egyetemen szerzett doktori fokozatot. Jelenleg a Bocconi Egyetem kutatója, az Új Egyenlőség társadalomelméleti folyóirat szerkesztője. Fő kutatási területei: összehasonlító politikai gazdaságtan, egészséggazdaság, demokratizálódás, politikai gazdaságtan, közpolitika, fejlődés és posztszocializmus.

## Politikai pályafutása
2009-ben a Lehet Más a Politika alapítói között volt. A 2010-es választáson Pestszentlőrincen (Budapest XXVII. választókerület) indult egyéni jelöltként, a párt országos listájának 8. helyéről jutott a Parlamentbe, ahol a gazdasági és informatikai bizottság tagja lett. 2013-ban számos társával együtt kilépett a pártból, függetlenként folytatva munkáját. A kilépett politikusok megalakították a Párbeszéd Magyarországért elnevezésű pártot, mely a 2014-es választáson több más párttal közösen indult. A közös listán Scheiring a 48. helyet kapta, továbbá a balatonfüredi székhelyű Veszprém megyei 2. sz. országgyűlési egyéni választókerületben indult, parlamentbe nem jutott.

## Nézetei
Társadalomfilozófiai nézetei a fenntarthatóság fogalma és a társadalmi igazságosság kérdésköre köré csoportosulnak. Az Európai Unióval és a globalizációval kapcsolatosan kritikus de nem elutasító álláspontot képvisel. A magyar tudományos közéletben Róna Péter és Pogátsa Zoltán nézetei állnak hozzá közel.

## Művei
- Egy demokrácia halála. Az autoriter kapitalizmus és a felhalmozó állam felemelkedése Magyarországon; Napvilág, Budapest, 2019